# خالد عبد الرحيم السيد
خالد عبد الرحيم السيد كاتب قطري ورئيس تحرير جريدة البننسولا القطرية سابقاً. ويشغل حاليا الرئيس التنفيذي لشركة إتقان القابضة، خالد السيد حاصل على شهادة البكالوريوس في مجال الهندسة والماجستير في إدارة الأعمال. يشغل حاليا منصب الرئيس التنفيذي لشركة «إتقان القابضة»، وهي شركة قطرية مساهمة خاصة تمتلك وتدير مجموعة من الشركات، هي: «شركة إتقان للتكنولوجيا»، «مركز إنفوسنتر للتدريب والاستشارات»، «شركة بي سي ون» و«شركة المحترف العالمي». كما تم تعيينه كخبير اعلامي في المؤسسة العامة للحي الثقافي ـ كتارا، إضافة إلى اشرافه على فعاليات الضاد التي اتطلقتها المؤسسة العامة للحي الثقافي ـ كتارا في 2014، وتنفيذ ألعاب الضاد وإدارة ملتقى كتارا الثقافي من فعاليات وندوات ومهرجانات ثقافية.

## المناصب
يشغل منصب المشرف العام على جائزتين:
- جائزة كتارا للرواية العربية.[2] وهي جائزة سنوية أطلقتها المؤسسة العامة للحي الثقافي في بداية العام 2014، تهدف إلى ترسيخ حضور الروايات العربية المتميزة عربياً وعالمياً، وإلى تشجيع وتقدير الروائيين والباحثين العرب المبدعين لتحفيزهم للمضي قدماً نحو آفاق أرحب للإبداع والتميز.
- جائزة كتارا لشاعر الرسول.[3]، التي تعتبر أكبر نشاط ثقافي، ديني ينظم على مستوى الوطن العربي، ويهدف إلى اختيار المتسابق الذي سوف يتألق ويتجمل ويصدح بأجمل القصائد وأعذب الكلمات والأبيات، مستخدماً كل أدواته الشعرية وأساليب وتراكيب اللغة العربية للارتقاء بالحس الشعري والوصول إلى أبهى جماليات الشعر المتخصص في مديح الرسول وسيرته النبوية العطرة.

أيضا تم تعيينه كخبير في المنظمة العربية للتربية والثقافة والعلوم (الألكسو)، لإدارة مشروع ابتكار «شخصية عربية كاريكاتورية» وتحويلها إلى عمل درامي وماركة تجارية، علما أنه أشرف على جائزة الكاريكاتير العربي في الدورتين 2013 و 2012 التي اقيمت بالتزامن مع معرض الدوحة الدولي للكتاب. ولديه مجموعة من الأعمال الكارتونية.
وفي المجال الاعلامي، يعمل حاليا" كمستشار اعلامي في "ايكو ميديا"، إحدى الشركات القطرية الرائدة في مجال الإنتاج الفني من أفلام ومسلسلات ومسرحيات وأعمال الكارتون والأفلام التسجيلية والوثائقية. يشغل حاليا منصب مدير الفعاليات والشؤون الثقافية بالمؤسسة العامة للحي الثقافي (كتارا).

## مؤلفاته
- مقالاتي - دار الشرق للطباعة والنشر 2012 .
- دول مجلس التعاون الخليجي والربيع العربي - دار الشرق للطباعة والنشر 2013 .
- مقالاتي 2012 - مطابع الوراق-دار الشرق - 2013 .
- المشاركة في كتاب الإعلام العربي في عالم مضطرب 2013.
- أطفال الربيع العربي مطابع الوراق-دار الشرق - 2014.

## وصلات خارجية
- صفحة الكاتب في موقع جريدة البننسولا
- صفحة الكاتب في موقع جريدة الشرق القطرية